# Первая Камчатская экспедиция
Первая Камчатская экспедиция была начата в декабре 1724 года после издания Петром I указа о создании постоянно действующего российского флота на Тихом океане, её целями были поиск мест для размещения портов базирования будущего Тихоокеанского флота, исследования вод Тихого океана и поиск пути от Командорских до Алеутских островов.

## История
Ещё в 1719 году Петр Великий послал геодезистов Ивана Евреинова и Федора Лужина на Камчатку и поставил им задание узнать «… до Камчатки и далее, куда вам указано, и описать тамошние места: сошлася Америка с Азиею…». В сентябре 1720 года они на лодии «Восток» доплыли до Камчатки из Охотска и перезимовали в устье реки Колпаковой. В мае-июне 1721 года они плавали на юго-западе: впервые достигли центральной группы Курильских островов, но непрерывного побережья континента не обнаружили. Их судно было сильно повреждено бурей и продолжать исследования на север и восток они не могли, пришлось вернуться в Охотск. Задачу поиска места соединения Азии с Америкой пришлось искать новой экспедиции Беринга.
В петровской секретной инструкции для Первой Камчатской экспедиции указывалось построить на Камчатке один или 2 бота и на них плыть «возле земли, которая идет на норд…искать, где Азия сошлась с Америкой». Экспедиция вначале насчитывала 34 человека. Отправившись из Петербурга в январе 1725 года, участники экспедиции почти два года добирались до Охотска, достигнув цели осенью 1726 года. Перезимовав сначала в Охотске (январь-февраль 1727 г), потом в Большерецком остроге (зима 1727—1728 годов), экспедиция переправила снаряжение на лодках и собачьих упряжках к устью реки Камчатка на восточном побережье полуострова, где в Нижнекамчатске к лету 1728 года было закончено строительство бота «Св. Гавриил». 14 июля экспедиция вышла в море и отправилась на север. В июле-августе 1728 года судно поднялось на север, а затем — на северо-восток вдоль материка. В ходе плавания были засняты более 600 километров северной половины восточного берега Камчатки, полуострова Камчатский и Озерной, выявлены Карагинский залив с островом, Анадырский залив. У южного берега Чукотского полуострова 31 июля-10 августа Беринг открыл залив Креста, бухту Провидения и остров Святого Лаврентия. Днем 14 августа моряки увидели на юге землю (вероятно, остров Ратманова), а чуть позже на западе высокие горы (вероятно, мыс Дежнёва). 16 августа экспедиция достигла 67°18’ северной широты. Таким образом экспедиция, как потом оказалось, прошла через (Берингов) пролив в Чукотское море (при этом североамериканское побережье обнаружено не было), после чего повернула назад, поскольку Витус Беринг посчитал задание выполненным: было показано, что азиатское и североамериканское побережья не соединяются. Обратный путь отнял только 2 недели, по дороге открыла в проливе один из островов Диомида. Зиму экспедиция провела в Нижнекамчатске.
В 1729 Беринг сделал вторую попытку достичь американского берега, но через 3 дня после выхода в море, пройдя на восток 200 километров, из-за сильного ветра и тумана повернул назад, обогнул Камчатку с юга, выявив Камчатский залив и Авачинскую губу, и через Охотск и всю Россию вернулся в Петербург.
Таким образом, за два года экспедиция Беринга — первая в России морская научная экспедиция — впервые произвела инструментальную съёмку западного побережья моря, которому впоследствии будет присвоено его имя, на протяжении более чем 3500 км. И хоть Беринг и не завершил открытие северо-восточного побережья Азии, но картой, составленной им совместно с подчинёнными, как отмечают специалисты, позднее пользовались все западноевропейские картографы при изображении северо-востока Азии.
В 1732 году было принято решение об организации Второй Камчатской экспедиции.